# 27 км (зупинний пункт, Харківська дирекція Південної залізниці)
27 км — Залізничний зупинний пункт Південної залізниці на залізничній ділянці Мерефа — Зміїв. Розташований поблизу від села Чемужівка Зміївського району, Харківської області.

## Посилання

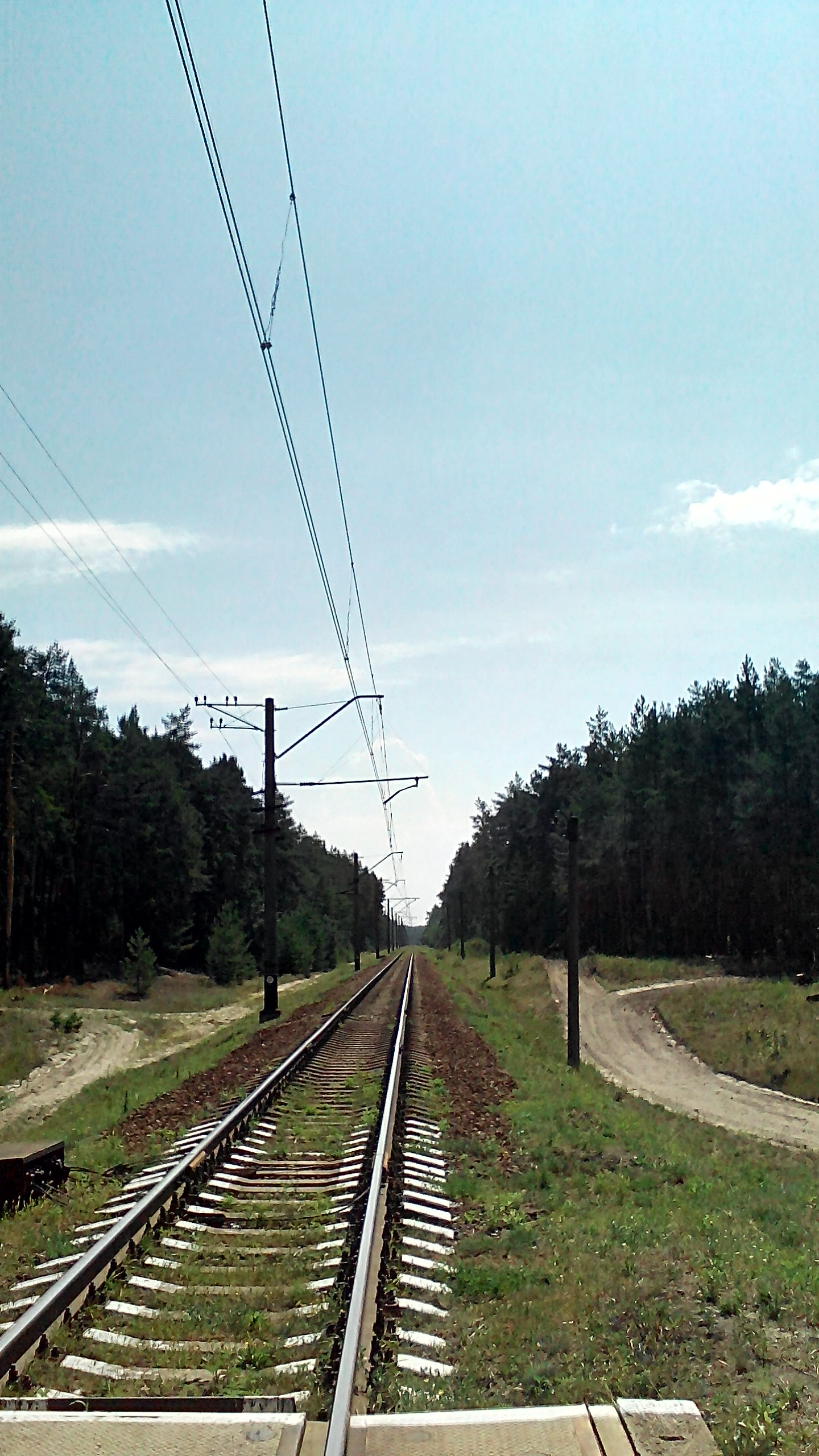
З.п. 27 км. Колія у напрямку Змієва

## Пасажирське сполучення
На зупинному пункті відбувається посадка/висадка пасажирів приміських поїздів «Харків-Пасажирський — Зміїв» (6701) та «Зміїв — Харків-Пасажирський» (6702) щоденно, а також «Харків-Пасажирський — Зміїв» (6705) та «Зміїв — Харків-Пасажирський» (6706) у будні дні.